# Samsung M3510

Samsung M3510 — мобильный телефон компании Samsung Electronics. Является одной из моделей компании, поддерживающий разъём для наушников 3,5 мм, поддерживает интернет-соединение с компьютером. Конкурент телефонов Nokia 5310, Sony Ericson W302 и Motorola ROKR EM30.

## Внешний вид и органы управления
Поставляется в корпусе чёрного или белого цвета с цветной окантовкой. На передней панели находятся дисплей, клавиши управления плеером, стандартная телефонная клавиатура, микрофон и динамик. На задней панели — съемная крышка и объектив камеры в верхней части. На верхней грани находятся аудиоразъём 3,5 мм и отверстие для шнурка, на правой — музыкальная клавиша и интерфейсный разъём, на левой — кнопка регулировки громкости.